# Nikolaj Michajlovič Jazykov
Nikolaj Michajlovič Jazykov, in russo Николай Михайлович Языков? (Simbirsk, 16 marzo 1803 – Mosca, 8 gennaio 1846), è stato un poeta russo.

## Biografia

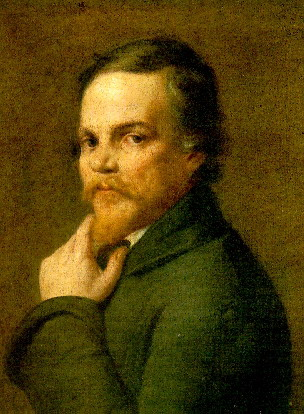
Nikolaj Jazykov

Fu uno dei maggiori lirici della corrente puskiniana. Lasciò versi caratterizzati da un'ampia musicalità e ispirati all'amore, alla bellezza e alla gioia di vivere, tanto che lo stesso Puškin lo definì "una sorgente di champagne". Nelle liriche di Jazykov non mancarono tuttavia note anche nostalgiche. Jazykov fu amico dello stesso Puškin.
La sua esistenza fu contraddistinta da una salute cagionevole, che lo condusse in numerosi centri di cura.
Aderì con entusiasmo al movimento nazionalista russo, ma raramente i contenuti delle sue poesie trattarono tematiche politiche.

## Opere
Le poesie di Jazykov trattarono tematiche quali la bellezza, l'amore, l'amicizia, la nostalgia, il dolore, la spiritualità. Numerose sue opere ricevettero una trasposizione musicale e ottennero grande popolarità.